# Doris Sands Johnson
Doris Sands Johnson, född 1921, död 1983, var en bahamansk kvinnorättsaktivist och politiker. Hon var Bahamas första kvinnliga senator och minister. 
Hon var en ledande aktivist i kampanjen för rösträtt för kvinnor på Bahamas. Hon var en av grundarna av National Women's Council 1958. 
Hon var senator 1967–1983 och transportminister 1968–1973. 